# Madeleine Herman de Blic
Madeleine Herman de Blic ou Madeleine de Blic, née à Liège, est une personnalité humanitaire indienne d'origine belge, connue pour son activité caritative dans le territoire de Pondichéry, dans le sud de l'Inde.
Elle est la fondatrice de Volontariat, une organisation non gouvernementale basée à Pondichéry, engagée dans des activités de protection sociale depuis 1966.

## Biographie
En 1961, Madeleine Herman est marquée par sa rencontre avec l’Abbé Pierre. De retour d’Inde, le prêtre catholique témoigne de la pauvreté rencontrée dans ce pays. Madeleine Herman décide donc, une année plus tard, de rejoindre l’ancien comptoir français de Pondichéry. Elle y fonde l'association Volontariat.
Alors âgée de 24 ans, Madeleine commence à s’occuper des personnes dans le besoin. Elle s’occupe de nourrir, éduquer et scolariser les enfants ; elle aide les familles, souvent dans la rue, et tente de trouver un travail et une dignité aux lépreux guéris (qui restent souvent rejetés),.
Centrée d’abord sur le village de Oupalam (Sud de Pondichéry), l’action de Madeleine s’étend ensuite à d’autres villages, grâce à la collaboration de partenaires et donateurs indiens, belges et français.

### Vie privée
En 1968, elle rencontre Arnaud de Blic, avec qui elle se marie. Ils développent ensemble l’activité caritative de Volontariat.
Elle est naturalisée indienne[Quand ?].

## Distinctions
Madeleine Herman de Blic est décorée de la Légion d'honneur le 29 mars 2013, de l'Ordre de la Couronne du Roi de Belgique, du Prix du Docteur Schweitzer et du Prix de la Fête de l'Indépendance du Gouvernement de Pondichéry. Le gouvernement indien lui décerne le Padma Shri, quatrième plus haute distinction civile du pays.